# Robert Suski
Robert Suski (ur. 11 października 1973 w Warszawie) – polski historyk, badacz dziejów antyku.

## Życiorys
Absolwent historii Uniwersytetu Warszawskiego (1997). Doktorat obronił w 2005 roku w Instytucie Historii Uniwersytetu Warszawskiego (promotor: Ewa Wipszycka). Habilitacja w 2015 na Uniwersytecie w Białymstoku. Zajmuje się historią późnego cesarstwa rzymskiego - zwłaszcza kryzysem III wieku. Pracownik Zakładu Historii Starożytnej Instytutu Historii Uniwersytetu w Białymstoku.

## Wybrane publikacje
- Robert Suski, Aurelian a męczennicy, „Vox Patrum”, 50, 2007. Brak numerów stron w czasopiśmie
- Robert Suski, Konsolidacja Cesarstwa rzymskiego za panowania cesarza Aureliana 270–275, Kraków: Avalon, 2008, ISBN 978-83-60448-42-7. Brak numerów stron w książce
- Robert Suski, Jowisz, Jahwe i Jezus: religie w «Historia Augusta», Warszawa: Wydawnictwo Naukowe Sub Lupa, 2014. Brak numerów stron w książce